# 치비텔라로베토
치비텔라로베토(이탈리아어: Civitella Roveto)는 이탈리아 아브루초주 라퀼라도에 있는 코무네이다.